# Hong Kong Songs
O Hong Kong Songs é uma parada de discos que classifica as músicas com melhor desempenho na região de Hong Kong desde fevereiro de 2022. Publicados pela revista Billboard, os dados dos gráficos são compilados pela MRC Data com base coletivamente nas vendas semanais de streaming digital e download de cada single. Foi anunciado no dia 14 de fevereiro de 2022, como parte da coleção de paradas Hits of the World ' Billboard, classificando as 25 melhores músicas semanalmente em mais de 40 países ao redor do mundo. 
Toda terça-feira, um novo gráfico das paradas é compilado e lançado oficialmente ao público em seu site. Cada gráfico é datado com a data de "fim de semana" do sábado, depois de quatro dias.